# Nivôse
Pour les articles homonymes, voir Nivôse (homonymie).

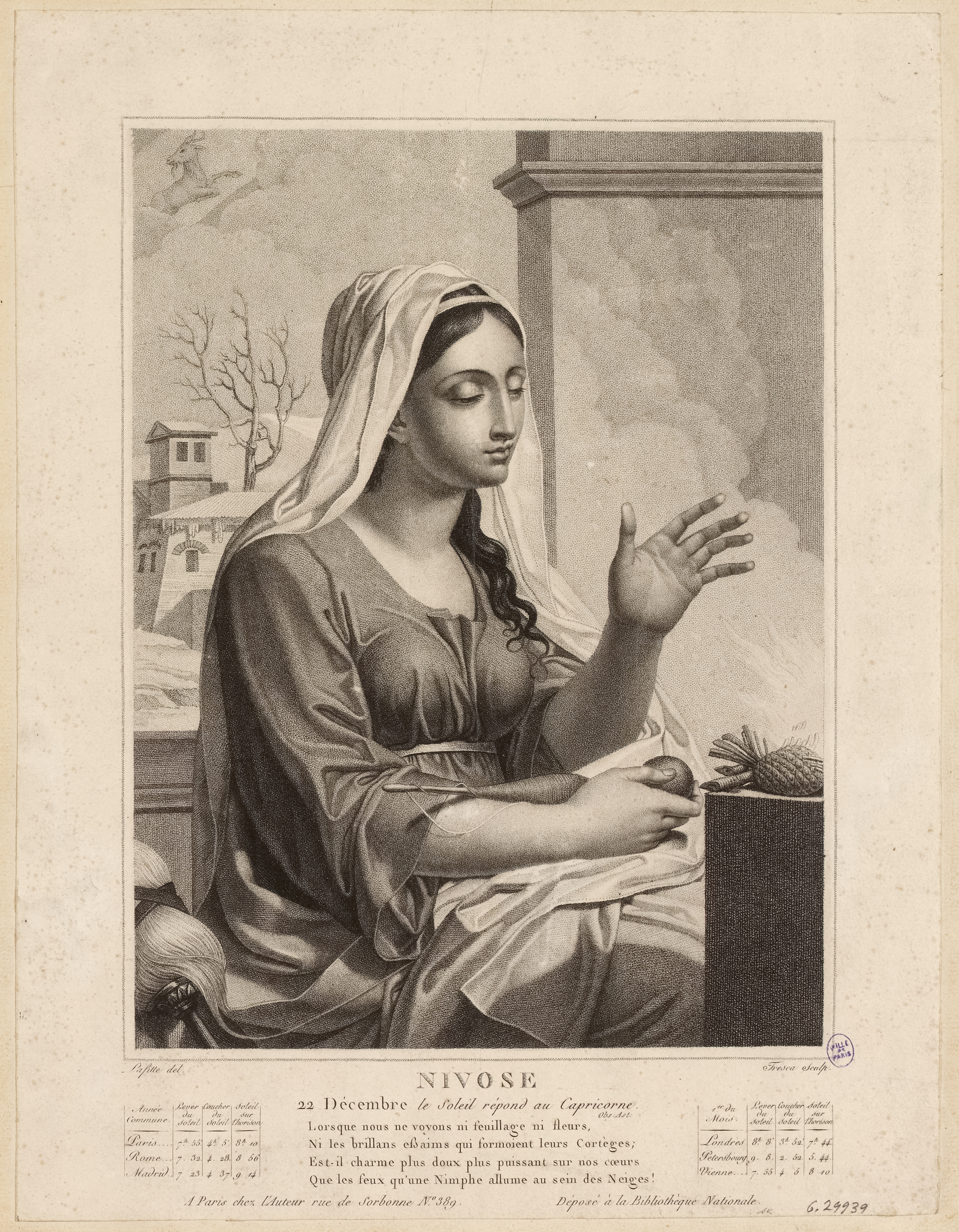
Estampe du Musée Carnavalet, 1804.

Le mois de nivôse est le quatrième mois du calendrier républicain français correspondant à quelques jours près (selon l'année) à la période allant du 21 décembre au 19 janvier du calendrier grégorien. Il suit le mois de frimaire et précède pluviôse.

## Étymologie
Il tirait son nom « de la neige qui blanchit la terre de décembre en janvier », selon les termes du rapport présenté à la Convention nationale le 3 brumaire an II (24 octobre 1793) par Fabre d'Églantine, au nom de la « commission chargée de la confection du calendrier » (du latin nix, nivis « neige »).
Le décret du 4 frimaire an II (24 novembre 1793) « sur l'ère, le commencement et l'organisation de l'année, et sur les noms des jours et des mois » orthographiait le nom du mois nivose, sans accent circonflexe. L'ajout généralisé de cet accent s'est installé progressivement, à une époque ultérieure indéterminée. On rencontre d'ailleurs des milliers d'actes ou documents officiels de l'époque ne faisant pas encore usage de cet accent.

## Calendrier
Il correspondait à quelques jours près (selon l'année) à la période allant du 21 décembre au 19 janvier du calendrier grégorien.
|          |
| Primidi  |
| Duodi    |
| Tridi    |
| Quartidi |
| Quintidi |
| Sextidi  |
| Septidi  |
| Octidi   |
| Nonidi   |
| Décadi   |

| Décade 10 |                           |
| 1         | Dimanche 21 décembre 1794 |
| 2         | Lundi 22 décembre 1794    |
| 3         | Mardi 23 décembre 1794    |
| 4         | Mercredi 24 décembre 1794 |
| 5         | Jeudi 25 décembre 1794    |
| 6         | Vendredi 26 décembre 1794 |
| 7         | Samedi 27 décembre 1794   |
| 8         | Dimanche 28 décembre 1794 |
| 9         | Lundi 29 décembre 1794    |
| 10        | Mardi 30 décembre 1794    |

| Décade 11 |                           |
| 11        | Mercredi 31 décembre 1794 |
| 12        | Jeudi 1er janvier 1795    |
| 13        | Vendredi 2 janvier 1795   |
| 14        | Samedi 3 janvier 1795     |
| 15        | Dimanche 4 janvier 1795   |
| 16        | Lundi 5 janvier 1795      |
| 17        | Mardi 6 janvier 1795      |
| 18        | Mercredi 7 janvier 1795   |
| 19        | Jeudi 8 janvier 1795      |
| 20        | Vendredi 9 janvier 1795   |

| Décade 12 |                          |
| 21        | Samedi 10 janvier 1795   |
| 22        | Dimanche 11 janvier 1795 |
| 23        | Lundi 12 janvier 1795    |
| 24        | Mardi 13 janvier 1795    |
| 25        | Mercredi 14 janvier 1795 |
| 26        | Jeudi 15 janvier 1795    |
| 27        | Vendredi 16 janvier 1795 |
| 28        | Samedi 17 janvier 1795   |
| 29        | Dimanche 18 janvier 1795 |
| 30        | Lundi 19 janvier 1795    |

| 10 h     |
| 1:06:34  |
|          |
| 02:33:08 |
| 24 h     |

| Calendrier républicain | - I - II - III - IV - V - VI - VII - VIII - IX - X - XI - XII - XIII - XIV - 232 - 233 - 234 - | (Romme) |

|          |
| Primidi  |
| Duodi    |
| Tridi    |
| Quartidi |
| Quintidi |
| Sextidi  |
| Septidi  |
| Octidi   |
| Nonidi   |
| Décadi   |

| Décade 10 |                           |
| 1         | Vendredi 21 décembre 1792 |
| 2         | Samedi 22 décembre 1792   |
| 3         | Dimanche 23 décembre 1792 |
| 4         | Lundi 24 décembre 1792    |
| 5         | Mardi 25 décembre 1792    |
| 6         | Mercredi 26 décembre 1792 |
| 7         | Jeudi 27 décembre 1792    |
| 8         | Vendredi 28 décembre 1792 |
| 9         | Samedi 29 décembre 1792   |
| 10        | Dimanche 30 décembre 1792 |

| Décade 11 |                         |
| 11        | Lundi 31 décembre 1792  |
| 12        | Mardi 1er janvier 1793  |
| 13        | Mercredi 2 janvier 1793 |
| 14        | Jeudi 3 janvier 1793    |
| 15        | Vendredi 4 janvier 1793 |
| 16        | Samedi 5 janvier 1793   |
| 17        | Dimanche 6 janvier 1793 |
| 18        | Lundi 7 janvier 1793    |
| 19        | Mardi 8 janvier 1793    |
| 20        | Mercredi 9 janvier 1793 |

| Décade 12 |                          |
| 21        | Jeudi 10 janvier 1793    |
| 22        | Vendredi 11 janvier 1793 |
| 23        | Samedi 12 janvier 1793   |
| 24        | Dimanche 13 janvier 1793 |
| 25        | Lundi 14 janvier 1793    |
| 26        | Mardi 15 janvier 1793    |
| 27        | Mercredi 16 janvier 1793 |
| 28        | Jeudi 17 janvier 1793    |
| 29        | Vendredi 18 janvier 1793 |
| 30        | Samedi 19 janvier 1793   |

| 10 h     |
| 1:06:34  |
|          |
| 02:33:08 |
| 24 h     |

| Calendrier républicain | - I - II - III - IV - V - VI - VII - VIII - IX - X - XI - XII - XIII - XIV - 232 - 233 - 234 - | (Romme) |

|          |
| Primidi  |
| Duodi    |
| Tridi    |
| Quartidi |
| Quintidi |
| Sextidi  |
| Septidi  |
| Octidi   |
| Nonidi   |
| Décadi   |

| Décade 10 |                           |
| 1         | Vendredi 21 décembre 1792 |
| 2         | Samedi 22 décembre 1792   |
| 3         | Dimanche 23 décembre 1792 |
| 4         | Lundi 24 décembre 1792    |
| 5         | Mardi 25 décembre 1792    |
| 6         | Mercredi 26 décembre 1792 |
| 7         | Jeudi 27 décembre 1792    |
| 8         | Vendredi 28 décembre 1792 |
| 9         | Samedi 29 décembre 1792   |
| 10        | Dimanche 30 décembre 1792 |

| Décade 11 |                         |
| 11        | Lundi 31 décembre 1792  |
| 12        | Mardi 1er janvier 1793  |
| 13        | Mercredi 2 janvier 1793 |
| 14        | Jeudi 3 janvier 1793    |
| 15        | Vendredi 4 janvier 1793 |
| 16        | Samedi 5 janvier 1793   |
| 17        | Dimanche 6 janvier 1793 |
| 18        | Lundi 7 janvier 1793    |
| 19        | Mardi 8 janvier 1793    |
| 20        | Mercredi 9 janvier 1793 |

| Décade 12 |                          |
| 21        | Jeudi 10 janvier 1793    |
| 22        | Vendredi 11 janvier 1793 |
| 23        | Samedi 12 janvier 1793   |
| 24        | Dimanche 13 janvier 1793 |
| 25        | Lundi 14 janvier 1793    |
| 26        | Mardi 15 janvier 1793    |
| 27        | Mercredi 16 janvier 1793 |
| 28        | Jeudi 17 janvier 1793    |
| 29        | Vendredi 18 janvier 1793 |
| 30        | Samedi 19 janvier 1793   |

| 10 h     |
| 1:06:34  |
|          |
| 02:33:08 |
| 24 h     |

| Calendrier républicain | - I - II - III - IV - V - VI - VII - VIII - IX - X - XI - XII - XIII - XIV - 232 - 233 - 234 - | (Romme) |

|          |
| Primidi  |
| Duodi    |
| Tridi    |
| Quartidi |
| Quintidi |
| Sextidi  |
| Septidi  |
| Octidi   |
| Nonidi   |
| Décadi   |

| Décade 10 |                           |
| 1         | Samedi 21 décembre 1793   |
| 2         | Dimanche 22 décembre 1793 |
| 3         | Lundi 23 décembre 1793    |
| 4         | Mardi 24 décembre 1793    |
| 5         | Mercredi 25 décembre 1793 |
| 6         | Jeudi 26 décembre 1793    |
| 7         | Vendredi 27 décembre 1793 |
| 8         | Samedi 28 décembre 1793   |
| 9         | Dimanche 29 décembre 1793 |
| 10        | Lundi 30 décembre 1793    |

| Décade 11 |                           |
| 11        | Mardi 31 décembre 1793    |
| 12        | Mercredi 1er janvier 1794 |
| 13        | Jeudi 2 janvier 1794      |
| 14        | Vendredi 3 janvier 1794   |
| 15        | Samedi 4 janvier 1794     |
| 16        | Dimanche 5 janvier 1794   |
| 17        | Lundi 6 janvier 1794      |
| 18        | Mardi 7 janvier 1794      |
| 19        | Mercredi 8 janvier 1794   |
| 20        | Jeudi 9 janvier 1794      |

| Décade 12 |                          |
| 21        | Vendredi 10 janvier 1794 |
| 22        | Samedi 11 janvier 1794   |
| 23        | Dimanche 12 janvier 1794 |
| 24        | Lundi 13 janvier 1794    |
| 25        | Mardi 14 janvier 1794    |
| 26        | Mercredi 15 janvier 1794 |
| 27        | Jeudi 16 janvier 1794    |
| 28        | Vendredi 17 janvier 1794 |
| 29        | Samedi 18 janvier 1794   |
| 30        | Dimanche 19 janvier 1794 |

| 10 h     |
| 1:06:34  |
|          |
| 02:33:08 |
| 24 h     |

| Calendrier républicain | - I - II - III - IV - V - VI - VII - VIII - IX - X - XI - XII - XIII - XIV - 232 - 233 - 234 - | (Romme) |

|          |
| Primidi  |
| Duodi    |
| Tridi    |
| Quartidi |
| Quintidi |
| Sextidi  |
| Septidi  |
| Octidi   |
| Nonidi   |
| Décadi   |

| Décade 10 |                           |
| 1         | Samedi 21 décembre 1793   |
| 2         | Dimanche 22 décembre 1793 |
| 3         | Lundi 23 décembre 1793    |
| 4         | Mardi 24 décembre 1793    |
| 5         | Mercredi 25 décembre 1793 |
| 6         | Jeudi 26 décembre 1793    |
| 7         | Vendredi 27 décembre 1793 |
| 8         | Samedi 28 décembre 1793   |
| 9         | Dimanche 29 décembre 1793 |
| 10        | Lundi 30 décembre 1793    |

| Décade 11 |                           |
| 11        | Mardi 31 décembre 1793    |
| 12        | Mercredi 1er janvier 1794 |
| 13        | Jeudi 2 janvier 1794      |
| 14        | Vendredi 3 janvier 1794   |
| 15        | Samedi 4 janvier 1794     |
| 16        | Dimanche 5 janvier 1794   |
| 17        | Lundi 6 janvier 1794      |
| 18        | Mardi 7 janvier 1794      |
| 19        | Mercredi 8 janvier 1794   |
| 20        | Jeudi 9 janvier 1794      |

| Décade 12 |                          |
| 21        | Vendredi 10 janvier 1794 |
| 22        | Samedi 11 janvier 1794   |
| 23        | Dimanche 12 janvier 1794 |
| 24        | Lundi 13 janvier 1794    |
| 25        | Mardi 14 janvier 1794    |
| 26        | Mercredi 15 janvier 1794 |
| 27        | Jeudi 16 janvier 1794    |
| 28        | Vendredi 17 janvier 1794 |
| 29        | Samedi 18 janvier 1794   |
| 30        | Dimanche 19 janvier 1794 |

| 10 h     |
| 1:06:34  |
|          |
| 02:33:08 |
| 24 h     |

| Calendrier républicain | - I - II - III - IV - V - VI - VII - VIII - IX - X - XI - XII - XIII - XIV - 232 - 233 - 234 - | (Romme) |

|          |
| Primidi  |
| Duodi    |
| Tridi    |
| Quartidi |
| Quintidi |
| Sextidi  |
| Septidi  |
| Octidi   |
| Nonidi   |
| Décadi   |

| Décade 10 |                           |
| 1         | Dimanche 21 décembre 1794 |
| 2         | Lundi 22 décembre 1794    |
| 3         | Mardi 23 décembre 1794    |
| 4         | Mercredi 24 décembre 1794 |
| 5         | Jeudi 25 décembre 1794    |
| 6         | Vendredi 26 décembre 1794 |
| 7         | Samedi 27 décembre 1794   |
| 8         | Dimanche 28 décembre 1794 |
| 9         | Lundi 29 décembre 1794    |
| 10        | Mardi 30 décembre 1794    |

| Décade 11 |                           |
| 11        | Mercredi 31 décembre 1794 |
| 12        | Jeudi 1er janvier 1795    |
| 13        | Vendredi 2 janvier 1795   |
| 14        | Samedi 3 janvier 1795     |
| 15        | Dimanche 4 janvier 1795   |
| 16        | Lundi 5 janvier 1795      |
| 17        | Mardi 6 janvier 1795      |
| 18        | Mercredi 7 janvier 1795   |
| 19        | Jeudi 8 janvier 1795      |
| 20        | Vendredi 9 janvier 1795   |

| Décade 12 |                          |
| 21        | Samedi 10 janvier 1795   |
| 22        | Dimanche 11 janvier 1795 |
| 23        | Lundi 12 janvier 1795    |
| 24        | Mardi 13 janvier 1795    |
| 25        | Mercredi 14 janvier 1795 |
| 26        | Jeudi 15 janvier 1795    |
| 27        | Vendredi 16 janvier 1795 |
| 28        | Samedi 17 janvier 1795   |
| 29        | Dimanche 18 janvier 1795 |
| 30        | Lundi 19 janvier 1795    |

| 10 h     |
| 1:06:34  |
|          |
| 02:33:08 |
| 24 h     |

| Calendrier républicain | - I - II - III - IV - V - VI - VII - VIII - IX - X - XI - XII - XIII - XIV - 232 - 233 - 234 - | (Romme) |

|          |
| Primidi  |
| Duodi    |
| Tridi    |
| Quartidi |
| Quintidi |
| Sextidi  |
| Septidi  |
| Octidi   |
| Nonidi   |
| Décadi   |

| Décade 10 |                           |
| 1         | Dimanche 21 décembre 1794 |
| 2         | Lundi 22 décembre 1794    |
| 3         | Mardi 23 décembre 1794    |
| 4         | Mercredi 24 décembre 1794 |
| 5         | Jeudi 25 décembre 1794    |
| 6         | Vendredi 26 décembre 1794 |
| 7         | Samedi 27 décembre 1794   |
| 8         | Dimanche 28 décembre 1794 |
| 9         | Lundi 29 décembre 1794    |
| 10        | Mardi 30 décembre 1794    |

| Décade 11 |                           |
| 11        | Mercredi 31 décembre 1794 |
| 12        | Jeudi 1er janvier 1795    |
| 13        | Vendredi 2 janvier 1795   |
| 14        | Samedi 3 janvier 1795     |
| 15        | Dimanche 4 janvier 1795   |
| 16        | Lundi 5 janvier 1795      |
| 17        | Mardi 6 janvier 1795      |
| 18        | Mercredi 7 janvier 1795   |
| 19        | Jeudi 8 janvier 1795      |
| 20        | Vendredi 9 janvier 1795   |

| Décade 12 |                          |
| 21        | Samedi 10 janvier 1795   |
| 22        | Dimanche 11 janvier 1795 |
| 23        | Lundi 12 janvier 1795    |
| 24        | Mardi 13 janvier 1795    |
| 25        | Mercredi 14 janvier 1795 |
| 26        | Jeudi 15 janvier 1795    |
| 27        | Vendredi 16 janvier 1795 |
| 28        | Samedi 17 janvier 1795   |
| 29        | Dimanche 18 janvier 1795 |
| 30        | Lundi 19 janvier 1795    |

| 10 h     |
| 1:06:34  |
|          |
| 02:33:08 |
| 24 h     |

| Calendrier républicain | - I - II - III - IV - V - VI - VII - VIII - IX - X - XI - XII - XIII - XIV - 232 - 233 - 234 - | (Romme) |

|          |
| Primidi  |
| Duodi    |
| Tridi    |
| Quartidi |
| Quintidi |
| Sextidi  |
| Septidi  |
| Octidi   |
| Nonidi   |
| Décadi   |

| Décade 10 |                           |
| 1         | Mardi 22 décembre 1795    |
| 2         | Mercredi 23 décembre 1795 |
| 3         | Jeudi 24 décembre 1795    |
| 4         | Vendredi 25 décembre 1795 |
| 5         | Samedi 26 décembre 1795   |
| 6         | Dimanche 27 décembre 1795 |
| 7         | Lundi 28 décembre 1795    |
| 8         | Mardi 29 décembre 1795    |
| 9         | Mercredi 30 décembre 1795 |
| 10        | Jeudi 31 décembre 1795    |

| Décade 11 |                           |
| 11        | Vendredi 1er janvier 1796 |
| 12        | Samedi 2 janvier 1796     |
| 13        | Dimanche 3 janvier 1796   |
| 14        | Lundi 4 janvier 1796      |
| 15        | Mardi 5 janvier 1796      |
| 16        | Mercredi 6 janvier 1796   |
| 17        | Jeudi 7 janvier 1796      |
| 18        | Vendredi 8 janvier 1796   |
| 19        | Samedi 9 janvier 1796     |
| 20        | Dimanche 10 janvier 1796  |

| Décade 12 |                          |
| 21        | Lundi 11 janvier 1796    |
| 22        | Mardi 12 janvier 1796    |
| 23        | Mercredi 13 janvier 1796 |
| 24        | Jeudi 14 janvier 1796    |
| 25        | Vendredi 15 janvier 1796 |
| 26        | Samedi 16 janvier 1796   |
| 27        | Dimanche 17 janvier 1796 |
| 28        | Lundi 18 janvier 1796    |
| 29        | Mardi 19 janvier 1796    |
| 30        | Mercredi 20 janvier 1796 |

| 10 h     |
| 1:06:34  |
|          |
| 02:33:08 |
| 24 h     |

| Calendrier républicain | - I - II - III - IV - V - VI - VII - VIII - IX - X - XI - XII - XIII - XIV - 232 - 233 - 234 - | (Romme) |

|          |
| Primidi  |
| Duodi    |
| Tridi    |
| Quartidi |
| Quintidi |
| Sextidi  |
| Septidi  |
| Octidi   |
| Nonidi   |
| Décadi   |

| Décade 10 |                           |
| 1         | Mardi 22 décembre 1795    |
| 2         | Mercredi 23 décembre 1795 |
| 3         | Jeudi 24 décembre 1795    |
| 4         | Vendredi 25 décembre 1795 |
| 5         | Samedi 26 décembre 1795   |
| 6         | Dimanche 27 décembre 1795 |
| 7         | Lundi 28 décembre 1795    |
| 8         | Mardi 29 décembre 1795    |
| 9         | Mercredi 30 décembre 1795 |
| 10        | Jeudi 31 décembre 1795    |

| Décade 11 |                           |
| 11        | Vendredi 1er janvier 1796 |
| 12        | Samedi 2 janvier 1796     |
| 13        | Dimanche 3 janvier 1796   |
| 14        | Lundi 4 janvier 1796      |
| 15        | Mardi 5 janvier 1796      |
| 16        | Mercredi 6 janvier 1796   |
| 17        | Jeudi 7 janvier 1796      |
| 18        | Vendredi 8 janvier 1796   |
| 19        | Samedi 9 janvier 1796     |
| 20        | Dimanche 10 janvier 1796  |

| Décade 12 |                          |
| 21        | Lundi 11 janvier 1796    |
| 22        | Mardi 12 janvier 1796    |
| 23        | Mercredi 13 janvier 1796 |
| 24        | Jeudi 14 janvier 1796    |
| 25        | Vendredi 15 janvier 1796 |
| 26        | Samedi 16 janvier 1796   |
| 27        | Dimanche 17 janvier 1796 |
| 28        | Lundi 18 janvier 1796    |
| 29        | Mardi 19 janvier 1796    |
| 30        | Mercredi 20 janvier 1796 |

| 10 h     |
| 1:06:34  |
|          |
| 02:33:08 |
| 24 h     |

| Calendrier républicain | - I - II - III - IV - V - VI - VII - VIII - IX - X - XI - XII - XIII - XIV - 232 - 233 - 234 - | (Romme) |

|          |
| Primidi  |
| Duodi    |
| Tridi    |
| Quartidi |
| Quintidi |
| Sextidi  |
| Septidi  |
| Octidi   |
| Nonidi   |
| Décadi   |

| Décade 10 |                           |
| 1         | Mercredi 21 décembre 1796 |
| 2         | Jeudi 22 décembre 1796    |
| 3         | Vendredi 23 décembre 1796 |
| 4         | Samedi 24 décembre 1796   |
| 5         | Dimanche 25 décembre 1796 |
| 6         | Lundi 26 décembre 1796    |
| 7         | Mardi 27 décembre 1796    |
| 8         | Mercredi 28 décembre 1796 |
| 9         | Jeudi 29 décembre 1796    |
| 10        | Vendredi 30 décembre 1796 |

| Décade 11 |                           |
| 11        | Samedi 31 décembre 1796   |
| 12        | Dimanche 1er janvier 1797 |
| 13        | Lundi 2 janvier 1797      |
| 14        | Mardi 3 janvier 1797      |
| 15        | Mercredi 4 janvier 1797   |
| 16        | Jeudi 5 janvier 1797      |
| 17        | Vendredi 6 janvier 1797   |
| 18        | Samedi 7 janvier 1797     |
| 19        | Dimanche 8 janvier 1797   |
| 20        | Lundi 9 janvier 1797      |

| Décade 12 |                          |
| 21        | Mardi 10 janvier 1797    |
| 22        | Mercredi 11 janvier 1797 |
| 23        | Jeudi 12 janvier 1797    |
| 24        | Vendredi 13 janvier 1797 |
| 25        | Samedi 14 janvier 1797   |
| 26        | Dimanche 15 janvier 1797 |
| 27        | Lundi 16 janvier 1797    |
| 28        | Mardi 17 janvier 1797    |
| 29        | Mercredi 18 janvier 1797 |
| 30        | Jeudi 19 janvier 1797    |

| 10 h     |
| 1:06:34  |
|          |
| 02:33:08 |
| 24 h     |

| Calendrier républicain | - I - II - III - IV - V - VI - VII - VIII - IX - X - XI - XII - XIII - XIV - 232 - 233 - 234 - | (Romme) |

|          |
| Primidi  |
| Duodi    |
| Tridi    |
| Quartidi |
| Quintidi |
| Sextidi  |
| Septidi  |
| Octidi   |
| Nonidi   |
| Décadi   |

| Décade 10 |                           |
| 1         | Mercredi 21 décembre 1796 |
| 2         | Jeudi 22 décembre 1796    |
| 3         | Vendredi 23 décembre 1796 |
| 4         | Samedi 24 décembre 1796   |
| 5         | Dimanche 25 décembre 1796 |
| 6         | Lundi 26 décembre 1796    |
| 7         | Mardi 27 décembre 1796    |
| 8         | Mercredi 28 décembre 1796 |
| 9         | Jeudi 29 décembre 1796    |
| 10        | Vendredi 30 décembre 1796 |

| Décade 11 |                           |
| 11        | Samedi 31 décembre 1796   |
| 12        | Dimanche 1er janvier 1797 |
| 13        | Lundi 2 janvier 1797      |
| 14        | Mardi 3 janvier 1797      |
| 15        | Mercredi 4 janvier 1797   |
| 16        | Jeudi 5 janvier 1797      |
| 17        | Vendredi 6 janvier 1797   |
| 18        | Samedi 7 janvier 1797     |
| 19        | Dimanche 8 janvier 1797   |
| 20        | Lundi 9 janvier 1797      |

| Décade 12 |                          |
| 21        | Mardi 10 janvier 1797    |
| 22        | Mercredi 11 janvier 1797 |
| 23        | Jeudi 12 janvier 1797    |
| 24        | Vendredi 13 janvier 1797 |
| 25        | Samedi 14 janvier 1797   |
| 26        | Dimanche 15 janvier 1797 |
| 27        | Lundi 16 janvier 1797    |
| 28        | Mardi 17 janvier 1797    |
| 29        | Mercredi 18 janvier 1797 |
| 30        | Jeudi 19 janvier 1797    |

| 10 h     |
| 1:06:34  |
|          |
| 02:33:08 |
| 24 h     |

| Calendrier républicain | - I - II - III - IV - V - VI - VII - VIII - IX - X - XI - XII - XIII - XIV - 232 - 233 - 234 - | (Romme) |

|          |
| Primidi  |
| Duodi    |
| Tridi    |
| Quartidi |
| Quintidi |
| Sextidi  |
| Septidi  |
| Octidi   |
| Nonidi   |
| Décadi   |

| Décade 10 |                           |
| 1         | Jeudi 21 décembre 1797    |
| 2         | Vendredi 22 décembre 1797 |
| 3         | Samedi 23 décembre 1797   |
| 4         | Dimanche 24 décembre 1797 |
| 5         | Lundi 25 décembre 1797    |
| 6         | Mardi 26 décembre 1797    |
| 7         | Mercredi 27 décembre 1797 |
| 8         | Jeudi 28 décembre 1797    |
| 9         | Vendredi 29 décembre 1797 |
| 10        | Samedi 30 décembre 1797   |

| Décade 11 |                           |
| 11        | Dimanche 31 décembre 1797 |
| 12        | Lundi 1er janvier 1798    |
| 13        | Mardi 2 janvier 1798      |
| 14        | Mercredi 3 janvier 1798   |
| 15        | Jeudi 4 janvier 1798      |
| 16        | Vendredi 5 janvier 1798   |
| 17        | Samedi 6 janvier 1798     |
| 18        | Dimanche 7 janvier 1798   |
| 19        | Lundi 8 janvier 1798      |
| 20        | Mardi 9 janvier 1798      |

| Décade 12 |                          |
| 21        | Mercredi 10 janvier 1798 |
| 22        | Jeudi 11 janvier 1798    |
| 23        | Vendredi 12 janvier 1798 |
| 24        | Samedi 13 janvier 1798   |
| 25        | Dimanche 14 janvier 1798 |
| 26        | Lundi 15 janvier 1798    |
| 27        | Mardi 16 janvier 1798    |
| 28        | Mercredi 17 janvier 1798 |
| 29        | Jeudi 18 janvier 1798    |
| 30        | Vendredi 19 janvier 1798 |

| 10 h     |
| 1:06:34  |
|          |
| 02:33:08 |
| 24 h     |

| Calendrier républicain | - I - II - III - IV - V - VI - VII - VIII - IX - X - XI - XII - XIII - XIV - 232 - 233 - 234 - | (Romme) |

|          |
| Primidi  |
| Duodi    |
| Tridi    |
| Quartidi |
| Quintidi |
| Sextidi  |
| Septidi  |
| Octidi   |
| Nonidi   |
| Décadi   |

| Décade 10 |                           |
| 1         | Jeudi 21 décembre 1797    |
| 2         | Vendredi 22 décembre 1797 |
| 3         | Samedi 23 décembre 1797   |
| 4         | Dimanche 24 décembre 1797 |
| 5         | Lundi 25 décembre 1797    |
| 6         | Mardi 26 décembre 1797    |
| 7         | Mercredi 27 décembre 1797 |
| 8         | Jeudi 28 décembre 1797    |
| 9         | Vendredi 29 décembre 1797 |
| 10        | Samedi 30 décembre 1797   |

| Décade 11 |                           |
| 11        | Dimanche 31 décembre 1797 |
| 12        | Lundi 1er janvier 1798    |
| 13        | Mardi 2 janvier 1798      |
| 14        | Mercredi 3 janvier 1798   |
| 15        | Jeudi 4 janvier 1798      |
| 16        | Vendredi 5 janvier 1798   |
| 17        | Samedi 6 janvier 1798     |
| 18        | Dimanche 7 janvier 1798   |
| 19        | Lundi 8 janvier 1798      |
| 20        | Mardi 9 janvier 1798      |

| Décade 12 |                          |
| 21        | Mercredi 10 janvier 1798 |
| 22        | Jeudi 11 janvier 1798    |
| 23        | Vendredi 12 janvier 1798 |
| 24        | Samedi 13 janvier 1798   |
| 25        | Dimanche 14 janvier 1798 |
| 26        | Lundi 15 janvier 1798    |
| 27        | Mardi 16 janvier 1798    |
| 28        | Mercredi 17 janvier 1798 |
| 29        | Jeudi 18 janvier 1798    |
| 30        | Vendredi 19 janvier 1798 |

| 10 h     |
| 1:06:34  |
|          |
| 02:33:08 |
| 24 h     |

| Calendrier républicain | - I - II - III - IV - V - VI - VII - VIII - IX - X - XI - XII - XIII - XIV - 232 - 233 - 234 - | (Romme) |

|          |
| Primidi  |
| Duodi    |
| Tridi    |
| Quartidi |
| Quintidi |
| Sextidi  |
| Septidi  |
| Octidi   |
| Nonidi   |
| Décadi   |

| Décade 10 |                           |
| 1         | Vendredi 21 décembre 1798 |
| 2         | Samedi 22 décembre 1798   |
| 3         | Dimanche 23 décembre 1798 |
| 4         | Lundi 24 décembre 1798    |
| 5         | Mardi 25 décembre 1798    |
| 6         | Mercredi 26 décembre 1798 |
| 7         | Jeudi 27 décembre 1798    |
| 8         | Vendredi 28 décembre 1798 |
| 9         | Samedi 29 décembre 1798   |
| 10        | Dimanche 30 décembre 1798 |

| Décade 11 |                         |
| 11        | Lundi 31 décembre 1798  |
| 12        | Mardi 1er janvier 1799  |
| 13        | Mercredi 2 janvier 1799 |
| 14        | Jeudi 3 janvier 1799    |
| 15        | Vendredi 4 janvier 1799 |
| 16        | Samedi 5 janvier 1799   |
| 17        | Dimanche 6 janvier 1799 |
| 18        | Lundi 7 janvier 1799    |
| 19        | Mardi 8 janvier 1799    |
| 20        | Mercredi 9 janvier 1799 |

| Décade 12 |                          |
| 21        | Jeudi 10 janvier 1799    |
| 22        | Vendredi 11 janvier 1799 |
| 23        | Samedi 12 janvier 1799   |
| 24        | Dimanche 13 janvier 1799 |
| 25        | Lundi 14 janvier 1799    |
| 26        | Mardi 15 janvier 1799    |
| 27        | Mercredi 16 janvier 1799 |
| 28        | Jeudi 17 janvier 1799    |
| 29        | Vendredi 18 janvier 1799 |
| 30        | Samedi 19 janvier 1799   |

| 10 h     |
| 1:06:34  |
|          |
| 02:33:08 |
| 24 h     |

| Calendrier républicain | - I - II - III - IV - V - VI - VII - VIII - IX - X - XI - XII - XIII - XIV - 232 - 233 - 234 - | (Romme) |

|          |
| Primidi  |
| Duodi    |
| Tridi    |
| Quartidi |
| Quintidi |
| Sextidi  |
| Septidi  |
| Octidi   |
| Nonidi   |
| Décadi   |

| Décade 10 |                           |
| 1         | Vendredi 21 décembre 1798 |
| 2         | Samedi 22 décembre 1798   |
| 3         | Dimanche 23 décembre 1798 |
| 4         | Lundi 24 décembre 1798    |
| 5         | Mardi 25 décembre 1798    |
| 6         | Mercredi 26 décembre 1798 |
| 7         | Jeudi 27 décembre 1798    |
| 8         | Vendredi 28 décembre 1798 |
| 9         | Samedi 29 décembre 1798   |
| 10        | Dimanche 30 décembre 1798 |

| Décade 11 |                         |
| 11        | Lundi 31 décembre 1798  |
| 12        | Mardi 1er janvier 1799  |
| 13        | Mercredi 2 janvier 1799 |
| 14        | Jeudi 3 janvier 1799    |
| 15        | Vendredi 4 janvier 1799 |
| 16        | Samedi 5 janvier 1799   |
| 17        | Dimanche 6 janvier 1799 |
| 18        | Lundi 7 janvier 1799    |
| 19        | Mardi 8 janvier 1799    |
| 20        | Mercredi 9 janvier 1799 |

| Décade 12 |                          |
| 21        | Jeudi 10 janvier 1799    |
| 22        | Vendredi 11 janvier 1799 |
| 23        | Samedi 12 janvier 1799   |
| 24        | Dimanche 13 janvier 1799 |
| 25        | Lundi 14 janvier 1799    |
| 26        | Mardi 15 janvier 1799    |
| 27        | Mercredi 16 janvier 1799 |
| 28        | Jeudi 17 janvier 1799    |
| 29        | Vendredi 18 janvier 1799 |
| 30        | Samedi 19 janvier 1799   |

| 10 h     |
| 1:06:34  |
|          |
| 02:33:08 |
| 24 h     |

| Calendrier républicain | - I - II - III - IV - V - VI - VII - VIII - IX - X - XI - XII - XIII - XIV - 232 - 233 - 234 - | (Romme) |

|          |
| Primidi  |
| Duodi    |
| Tridi    |
| Quartidi |
| Quintidi |
| Sextidi  |
| Septidi  |
| Octidi   |
| Nonidi   |
| Décadi   |

| Décade 10 |                           |
| 1         | Dimanche 22 décembre 1799 |
| 2         | Lundi 23 décembre 1799    |
| 3         | Mardi 24 décembre 1799    |
| 4         | Mercredi 25 décembre 1799 |
| 5         | Jeudi 26 décembre 1799    |
| 6         | Vendredi 27 décembre 1799 |
| 7         | Samedi 28 décembre 1799   |
| 8         | Dimanche 29 décembre 1799 |
| 9         | Lundi 30 décembre 1799    |
| 10        | Mardi 31 décembre 1799    |

| Décade 11 |                           |
| 11        | Mercredi 1er janvier 1800 |
| 12        | Jeudi 2 janvier 1800      |
| 13        | Vendredi 3 janvier 1800   |
| 14        | Samedi 4 janvier 1800     |
| 15        | Dimanche 5 janvier 1800   |
| 16        | Lundi 6 janvier 1800      |
| 17        | Mardi 7 janvier 1800      |
| 18        | Mercredi 8 janvier 1800   |
| 19        | Jeudi 9 janvier 1800      |
| 20        | Vendredi 10 janvier 1800  |

| Décade 12 |                          |
| 21        | Samedi 11 janvier 1800   |
| 22        | Dimanche 12 janvier 1800 |
| 23        | Lundi 13 janvier 1800    |
| 24        | Mardi 14 janvier 1800    |
| 25        | Mercredi 15 janvier 1800 |
| 26        | Jeudi 16 janvier 1800    |
| 27        | Vendredi 17 janvier 1800 |
| 28        | Samedi 18 janvier 1800   |
| 29        | Dimanche 19 janvier 1800 |
| 30        | Lundi 20 janvier 1800    |

| 10 h     |
| 1:06:34  |
|          |
| 02:33:08 |
| 24 h     |

| Calendrier républicain | - I - II - III - IV - V - VI - VII - VIII - IX - X - XI - XII - XIII - XIV - 232 - 233 - 234 - | (Romme) |

|          |
| Primidi  |
| Duodi    |
| Tridi    |
| Quartidi |
| Quintidi |
| Sextidi  |
| Septidi  |
| Octidi   |
| Nonidi   |
| Décadi   |

| Décade 10 |                           |
| 1         | Dimanche 22 décembre 1799 |
| 2         | Lundi 23 décembre 1799    |
| 3         | Mardi 24 décembre 1799    |
| 4         | Mercredi 25 décembre 1799 |
| 5         | Jeudi 26 décembre 1799    |
| 6         | Vendredi 27 décembre 1799 |
| 7         | Samedi 28 décembre 1799   |
| 8         | Dimanche 29 décembre 1799 |
| 9         | Lundi 30 décembre 1799    |
| 10        | Mardi 31 décembre 1799    |

| Décade 11 |                           |
| 11        | Mercredi 1er janvier 1800 |
| 12        | Jeudi 2 janvier 1800      |
| 13        | Vendredi 3 janvier 1800   |
| 14        | Samedi 4 janvier 1800     |
| 15        | Dimanche 5 janvier 1800   |
| 16        | Lundi 6 janvier 1800      |
| 17        | Mardi 7 janvier 1800      |
| 18        | Mercredi 8 janvier 1800   |
| 19        | Jeudi 9 janvier 1800      |
| 20        | Vendredi 10 janvier 1800  |

| Décade 12 |                          |
| 21        | Samedi 11 janvier 1800   |
| 22        | Dimanche 12 janvier 1800 |
| 23        | Lundi 13 janvier 1800    |
| 24        | Mardi 14 janvier 1800    |
| 25        | Mercredi 15 janvier 1800 |
| 26        | Jeudi 16 janvier 1800    |
| 27        | Vendredi 17 janvier 1800 |
| 28        | Samedi 18 janvier 1800   |
| 29        | Dimanche 19 janvier 1800 |
| 30        | Lundi 20 janvier 1800    |

| 10 h     |
| 1:06:34  |
|          |
| 02:33:08 |
| 24 h     |

| Calendrier républicain | - I - II - III - IV - V - VI - VII - VIII - IX - X - XI - XII - XIII - XIV - 232 - 233 - 234 - | (Romme) |

|          |
| Primidi  |
| Duodi    |
| Tridi    |
| Quartidi |
| Quintidi |
| Sextidi  |
| Septidi  |
| Octidi   |
| Nonidi   |
| Décadi   |

| Décade 10 |                           |
| 1         | Lundi 22 décembre 1800    |
| 2         | Mardi 23 décembre 1800    |
| 3         | Mercredi 24 décembre 1800 |
| 4         | Jeudi 25 décembre 1800    |
| 5         | Vendredi 26 décembre 1800 |
| 6         | Samedi 27 décembre 1800   |
| 7         | Dimanche 28 décembre 1800 |
| 8         | Lundi 29 décembre 1800    |
| 9         | Mardi 30 décembre 1800    |
| 10        | Mercredi 31 décembre 1800 |

| Décade 11 |                         |
| 11        | Jeudi 1er janvier 1801  |
| 12        | Vendredi 2 janvier 1801 |
| 13        | Samedi 3 janvier 1801   |
| 14        | Dimanche 4 janvier 1801 |
| 15        | Lundi 5 janvier 1801    |
| 16        | Mardi 6 janvier 1801    |
| 17        | Mercredi 7 janvier 1801 |
| 18        | Jeudi 8 janvier 1801    |
| 19        | Vendredi 9 janvier 1801 |
| 20        | Samedi 10 janvier 1801  |

| Décade 12 |                          |
| 21        | Dimanche 11 janvier 1801 |
| 22        | Lundi 12 janvier 1801    |
| 23        | Mardi 13 janvier 1801    |
| 24        | Mercredi 14 janvier 1801 |
| 25        | Jeudi 15 janvier 1801    |
| 26        | Vendredi 16 janvier 1801 |
| 27        | Samedi 17 janvier 1801   |
| 28        | Dimanche 18 janvier 1801 |
| 29        | Lundi 19 janvier 1801    |
| 30        | Mardi 20 janvier 1801    |

| 10 h     |
| 1:06:34  |
|          |
| 02:33:08 |
| 24 h     |

| Calendrier républicain | - I - II - III - IV - V - VI - VII - VIII - IX - X - XI - XII - XIII - XIV - 232 - 233 - 234 - | (Romme) |

|          |
| Primidi  |
| Duodi    |
| Tridi    |
| Quartidi |
| Quintidi |
| Sextidi  |
| Septidi  |
| Octidi   |
| Nonidi   |
| Décadi   |

| Décade 10 |                           |
| 1         | Lundi 22 décembre 1800    |
| 2         | Mardi 23 décembre 1800    |
| 3         | Mercredi 24 décembre 1800 |
| 4         | Jeudi 25 décembre 1800    |
| 5         | Vendredi 26 décembre 1800 |
| 6         | Samedi 27 décembre 1800   |
| 7         | Dimanche 28 décembre 1800 |
| 8         | Lundi 29 décembre 1800    |
| 9         | Mardi 30 décembre 1800    |
| 10        | Mercredi 31 décembre 1800 |

| Décade 11 |                         |
| 11        | Jeudi 1er janvier 1801  |
| 12        | Vendredi 2 janvier 1801 |
| 13        | Samedi 3 janvier 1801   |
| 14        | Dimanche 4 janvier 1801 |
| 15        | Lundi 5 janvier 1801    |
| 16        | Mardi 6 janvier 1801    |
| 17        | Mercredi 7 janvier 1801 |
| 18        | Jeudi 8 janvier 1801    |
| 19        | Vendredi 9 janvier 1801 |
| 20        | Samedi 10 janvier 1801  |

| Décade 12 |                          |
| 21        | Dimanche 11 janvier 1801 |
| 22        | Lundi 12 janvier 1801    |
| 23        | Mardi 13 janvier 1801    |
| 24        | Mercredi 14 janvier 1801 |
| 25        | Jeudi 15 janvier 1801    |
| 26        | Vendredi 16 janvier 1801 |
| 27        | Samedi 17 janvier 1801   |
| 28        | Dimanche 18 janvier 1801 |
| 29        | Lundi 19 janvier 1801    |
| 30        | Mardi 20 janvier 1801    |

| 10 h     |
| 1:06:34  |
|          |
| 02:33:08 |
| 24 h     |

| Calendrier républicain | - I - II - III - IV - V - VI - VII - VIII - IX - X - XI - XII - XIII - XIV - 232 - 233 - 234 - | (Romme) |

|          |
| Primidi  |
| Duodi    |
| Tridi    |
| Quartidi |
| Quintidi |
| Sextidi  |
| Septidi  |
| Octidi   |
| Nonidi   |
| Décadi   |

| Décade 10 |                           |
| 1         | Mardi 22 décembre 1801    |
| 2         | Mercredi 23 décembre 1801 |
| 3         | Jeudi 24 décembre 1801    |
| 4         | Vendredi 25 décembre 1801 |
| 5         | Samedi 26 décembre 1801   |
| 6         | Dimanche 27 décembre 1801 |
| 7         | Lundi 28 décembre 1801    |
| 8         | Mardi 29 décembre 1801    |
| 9         | Mercredi 30 décembre 1801 |
| 10        | Jeudi 31 décembre 1801    |

| Décade 11 |                           |
| 11        | Vendredi 1er janvier 1802 |
| 12        | Samedi 2 janvier 1802     |
| 13        | Dimanche 3 janvier 1802   |
| 14        | Lundi 4 janvier 1802      |
| 15        | Mardi 5 janvier 1802      |
| 16        | Mercredi 6 janvier 1802   |
| 17        | Jeudi 7 janvier 1802      |
| 18        | Vendredi 8 janvier 1802   |
| 19        | Samedi 9 janvier 1802     |
| 20        | Dimanche 10 janvier 1802  |

| Décade 12 |                          |
| 21        | Lundi 11 janvier 1802    |
| 22        | Mardi 12 janvier 1802    |
| 23        | Mercredi 13 janvier 1802 |
| 24        | Jeudi 14 janvier 1802    |
| 25        | Vendredi 15 janvier 1802 |
| 26        | Samedi 16 janvier 1802   |
| 27        | Dimanche 17 janvier 1802 |
| 28        | Lundi 18 janvier 1802    |
| 29        | Mardi 19 janvier 1802    |
| 30        | Mercredi 20 janvier 1802 |

| 10 h     |
| 1:06:34  |
|          |
| 02:33:08 |
| 24 h     |

| Calendrier républicain | - I - II - III - IV - V - VI - VII - VIII - IX - X - XI - XII - XIII - XIV - 232 - 233 - 234 - | (Romme) |

|          |
| Primidi  |
| Duodi    |
| Tridi    |
| Quartidi |
| Quintidi |
| Sextidi  |
| Septidi  |
| Octidi   |
| Nonidi   |
| Décadi   |

| Décade 10 |                           |
| 1         | Mardi 22 décembre 1801    |
| 2         | Mercredi 23 décembre 1801 |
| 3         | Jeudi 24 décembre 1801    |
| 4         | Vendredi 25 décembre 1801 |
| 5         | Samedi 26 décembre 1801   |
| 6         | Dimanche 27 décembre 1801 |
| 7         | Lundi 28 décembre 1801    |
| 8         | Mardi 29 décembre 1801    |
| 9         | Mercredi 30 décembre 1801 |
| 10        | Jeudi 31 décembre 1801    |

| Décade 11 |                           |
| 11        | Vendredi 1er janvier 1802 |
| 12        | Samedi 2 janvier 1802     |
| 13        | Dimanche 3 janvier 1802   |
| 14        | Lundi 4 janvier 1802      |
| 15        | Mardi 5 janvier 1802      |
| 16        | Mercredi 6 janvier 1802   |
| 17        | Jeudi 7 janvier 1802      |
| 18        | Vendredi 8 janvier 1802   |
| 19        | Samedi 9 janvier 1802     |
| 20        | Dimanche 10 janvier 1802  |

| Décade 12 |                          |
| 21        | Lundi 11 janvier 1802    |
| 22        | Mardi 12 janvier 1802    |
| 23        | Mercredi 13 janvier 1802 |
| 24        | Jeudi 14 janvier 1802    |
| 25        | Vendredi 15 janvier 1802 |
| 26        | Samedi 16 janvier 1802   |
| 27        | Dimanche 17 janvier 1802 |
| 28        | Lundi 18 janvier 1802    |
| 29        | Mardi 19 janvier 1802    |
| 30        | Mercredi 20 janvier 1802 |

| 10 h     |
| 1:06:34  |
|          |
| 02:33:08 |
| 24 h     |

| Calendrier républicain | - I - II - III - IV - V - VI - VII - VIII - IX - X - XI - XII - XIII - XIV - 232 - 233 - 234 - | (Romme) |

|          |
| Primidi  |
| Duodi    |
| Tridi    |
| Quartidi |
| Quintidi |
| Sextidi  |
| Septidi  |
| Octidi   |
| Nonidi   |
| Décadi   |

| Décade 10 |                           |
| 1         | Mercredi 22 décembre 1802 |
| 2         | Jeudi 23 décembre 1802    |
| 3         | Vendredi 24 décembre 1802 |
| 4         | Samedi 25 décembre 1802   |
| 5         | Dimanche 26 décembre 1802 |
| 6         | Lundi 27 décembre 1802    |
| 7         | Mardi 28 décembre 1802    |
| 8         | Mercredi 29 décembre 1802 |
| 9         | Jeudi 30 décembre 1802    |
| 10        | Vendredi 31 décembre 1802 |

| Décade 11 |                         |
| 11        | Samedi 1er janvier 1803 |
| 12        | Dimanche 2 janvier 1803 |
| 13        | Lundi 3 janvier 1803    |
| 14        | Mardi 4 janvier 1803    |
| 15        | Mercredi 5 janvier 1803 |
| 16        | Jeudi 6 janvier 1803    |
| 17        | Vendredi 7 janvier 1803 |
| 18        | Samedi 8 janvier 1803   |
| 19        | Dimanche 9 janvier 1803 |
| 20        | Lundi 10 janvier 1803   |

| Décade 12 |                          |
| 21        | Mardi 11 janvier 1803    |
| 22        | Mercredi 12 janvier 1803 |
| 23        | Jeudi 13 janvier 1803    |
| 24        | Vendredi 14 janvier 1803 |
| 25        | Samedi 15 janvier 1803   |
| 26        | Dimanche 16 janvier 1803 |
| 27        | Lundi 17 janvier 1803    |
| 28        | Mardi 18 janvier 1803    |
| 29        | Mercredi 19 janvier 1803 |
| 30        | Jeudi 20 janvier 1803    |

| 10 h     |
| 1:06:34  |
|          |
| 02:33:08 |
| 24 h     |

| Calendrier républicain | - I - II - III - IV - V - VI - VII - VIII - IX - X - XI - XII - XIII - XIV - 232 - 233 - 234 - | (Romme) |

|          |
| Primidi  |
| Duodi    |
| Tridi    |
| Quartidi |
| Quintidi |
| Sextidi  |
| Septidi  |
| Octidi   |
| Nonidi   |
| Décadi   |

| Décade 10 |                           |
| 1         | Mercredi 22 décembre 1802 |
| 2         | Jeudi 23 décembre 1802    |
| 3         | Vendredi 24 décembre 1802 |
| 4         | Samedi 25 décembre 1802   |
| 5         | Dimanche 26 décembre 1802 |
| 6         | Lundi 27 décembre 1802    |
| 7         | Mardi 28 décembre 1802    |
| 8         | Mercredi 29 décembre 1802 |
| 9         | Jeudi 30 décembre 1802    |
| 10        | Vendredi 31 décembre 1802 |

| Décade 11 |                         |
| 11        | Samedi 1er janvier 1803 |
| 12        | Dimanche 2 janvier 1803 |
| 13        | Lundi 3 janvier 1803    |
| 14        | Mardi 4 janvier 1803    |
| 15        | Mercredi 5 janvier 1803 |
| 16        | Jeudi 6 janvier 1803    |
| 17        | Vendredi 7 janvier 1803 |
| 18        | Samedi 8 janvier 1803   |
| 19        | Dimanche 9 janvier 1803 |
| 20        | Lundi 10 janvier 1803   |

| Décade 12 |                          |
| 21        | Mardi 11 janvier 1803    |
| 22        | Mercredi 12 janvier 1803 |
| 23        | Jeudi 13 janvier 1803    |
| 24        | Vendredi 14 janvier 1803 |
| 25        | Samedi 15 janvier 1803   |
| 26        | Dimanche 16 janvier 1803 |
| 27        | Lundi 17 janvier 1803    |
| 28        | Mardi 18 janvier 1803    |
| 29        | Mercredi 19 janvier 1803 |
| 30        | Jeudi 20 janvier 1803    |

| 10 h     |
| 1:06:34  |
|          |
| 02:33:08 |
| 24 h     |

| Calendrier républicain | - I - II - III - IV - V - VI - VII - VIII - IX - X - XI - XII - XIII - XIV - 232 - 233 - 234 - | (Romme) |

|          |
| Primidi  |
| Duodi    |
| Tridi    |
| Quartidi |
| Quintidi |
| Sextidi  |
| Septidi  |
| Octidi   |
| Nonidi   |
| Décadi   |

| Décade 10 |                           |
| 1         | Vendredi 23 décembre 1803 |
| 2         | Samedi 24 décembre 1803   |
| 3         | Dimanche 25 décembre 1803 |
| 4         | Lundi 26 décembre 1803    |
| 5         | Mardi 27 décembre 1803    |
| 6         | Mercredi 28 décembre 1803 |
| 7         | Jeudi 29 décembre 1803    |
| 8         | Vendredi 30 décembre 1803 |
| 9         | Samedi 31 décembre 1803   |
| 10        | Dimanche 1er janvier 1804 |

| Décade 11 |                          |
| 11        | Lundi 2 janvier 1804     |
| 12        | Mardi 3 janvier 1804     |
| 13        | Mercredi 4 janvier 1804  |
| 14        | Jeudi 5 janvier 1804     |
| 15        | Vendredi 6 janvier 1804  |
| 16        | Samedi 7 janvier 1804    |
| 17        | Dimanche 8 janvier 1804  |
| 18        | Lundi 9 janvier 1804     |
| 19        | Mardi 10 janvier 1804    |
| 20        | Mercredi 11 janvier 1804 |

| Décade 12 |                          |
| 21        | Jeudi 12 janvier 1804    |
| 22        | Vendredi 13 janvier 1804 |
| 23        | Samedi 14 janvier 1804   |
| 24        | Dimanche 15 janvier 1804 |
| 25        | Lundi 16 janvier 1804    |
| 26        | Mardi 17 janvier 1804    |
| 27        | Mercredi 18 janvier 1804 |
| 28        | Jeudi 19 janvier 1804    |
| 29        | Vendredi 20 janvier 1804 |
| 30        | Samedi 21 janvier 1804   |

| 10 h     |
| 1:06:34  |
|          |
| 02:33:08 |
| 24 h     |

| Calendrier républicain | - I - II - III - IV - V - VI - VII - VIII - IX - X - XI - XII - XIII - XIV - 232 - 233 - 234 - | (Romme) |

|          |
| Primidi  |
| Duodi    |
| Tridi    |
| Quartidi |
| Quintidi |
| Sextidi  |
| Septidi  |
| Octidi   |
| Nonidi   |
| Décadi   |

| Décade 10 |                           |
| 1         | Vendredi 23 décembre 1803 |
| 2         | Samedi 24 décembre 1803   |
| 3         | Dimanche 25 décembre 1803 |
| 4         | Lundi 26 décembre 1803    |
| 5         | Mardi 27 décembre 1803    |
| 6         | Mercredi 28 décembre 1803 |
| 7         | Jeudi 29 décembre 1803    |
| 8         | Vendredi 30 décembre 1803 |
| 9         | Samedi 31 décembre 1803   |
| 10        | Dimanche 1er janvier 1804 |

| Décade 11 |                          |
| 11        | Lundi 2 janvier 1804     |
| 12        | Mardi 3 janvier 1804     |
| 13        | Mercredi 4 janvier 1804  |
| 14        | Jeudi 5 janvier 1804     |
| 15        | Vendredi 6 janvier 1804  |
| 16        | Samedi 7 janvier 1804    |
| 17        | Dimanche 8 janvier 1804  |
| 18        | Lundi 9 janvier 1804     |
| 19        | Mardi 10 janvier 1804    |
| 20        | Mercredi 11 janvier 1804 |

| Décade 12 |                          |
| 21        | Jeudi 12 janvier 1804    |
| 22        | Vendredi 13 janvier 1804 |
| 23        | Samedi 14 janvier 1804   |
| 24        | Dimanche 15 janvier 1804 |
| 25        | Lundi 16 janvier 1804    |
| 26        | Mardi 17 janvier 1804    |
| 27        | Mercredi 18 janvier 1804 |
| 28        | Jeudi 19 janvier 1804    |
| 29        | Vendredi 20 janvier 1804 |
| 30        | Samedi 21 janvier 1804   |

| 10 h     |
| 1:06:34  |
|          |
| 02:33:08 |
| 24 h     |

| Calendrier républicain | - I - II - III - IV - V - VI - VII - VIII - IX - X - XI - XII - XIII - XIV - 232 - 233 - 234 - | (Romme) |

|          |
| Primidi  |
| Duodi    |
| Tridi    |
| Quartidi |
| Quintidi |
| Sextidi  |
| Septidi  |
| Octidi   |
| Nonidi   |
| Décadi   |

| Décade 10 |                           |
| 1         | Samedi 22 décembre 1804   |
| 2         | Dimanche 23 décembre 1804 |
| 3         | Lundi 24 décembre 1804    |
| 4         | Mardi 25 décembre 1804    |
| 5         | Mercredi 26 décembre 1804 |
| 6         | Jeudi 27 décembre 1804    |
| 7         | Vendredi 28 décembre 1804 |
| 8         | Samedi 29 décembre 1804   |
| 9         | Dimanche 30 décembre 1804 |
| 10        | Lundi 31 décembre 1804    |

| Décade 11 |                         |
| 11        | Mardi 1er janvier 1805  |
| 12        | Mercredi 2 janvier 1805 |
| 13        | Jeudi 3 janvier 1805    |
| 14        | Vendredi 4 janvier 1805 |
| 15        | Samedi 5 janvier 1805   |
| 16        | Dimanche 6 janvier 1805 |
| 17        | Lundi 7 janvier 1805    |
| 18        | Mardi 8 janvier 1805    |
| 19        | Mercredi 9 janvier 1805 |
| 20        | Jeudi 10 janvier 1805   |

| Décade 12 |                          |
| 21        | Vendredi 11 janvier 1805 |
| 22        | Samedi 12 janvier 1805   |
| 23        | Dimanche 13 janvier 1805 |
| 24        | Lundi 14 janvier 1805    |
| 25        | Mardi 15 janvier 1805    |
| 26        | Mercredi 16 janvier 1805 |
| 27        | Jeudi 17 janvier 1805    |
| 28        | Vendredi 18 janvier 1805 |
| 29        | Samedi 19 janvier 1805   |
| 30        | Dimanche 20 janvier 1805 |

| 10 h     |
| 1:06:34  |
|          |
| 02:33:08 |
| 24 h     |

| Calendrier républicain | - I - II - III - IV - V - VI - VII - VIII - IX - X - XI - XII - XIII - XIV - 232 - 233 - 234 - | (Romme) |

|          |
| Primidi  |
| Duodi    |
| Tridi    |
| Quartidi |
| Quintidi |
| Sextidi  |
| Septidi  |
| Octidi   |
| Nonidi   |
| Décadi   |

| Décade 10 |                           |
| 1         | Samedi 22 décembre 1804   |
| 2         | Dimanche 23 décembre 1804 |
| 3         | Lundi 24 décembre 1804    |
| 4         | Mardi 25 décembre 1804    |
| 5         | Mercredi 26 décembre 1804 |
| 6         | Jeudi 27 décembre 1804    |
| 7         | Vendredi 28 décembre 1804 |
| 8         | Samedi 29 décembre 1804   |
| 9         | Dimanche 30 décembre 1804 |
| 10        | Lundi 31 décembre 1804    |

| Décade 11 |                         |
| 11        | Mardi 1er janvier 1805  |
| 12        | Mercredi 2 janvier 1805 |
| 13        | Jeudi 3 janvier 1805    |
| 14        | Vendredi 4 janvier 1805 |
| 15        | Samedi 5 janvier 1805   |
| 16        | Dimanche 6 janvier 1805 |
| 17        | Lundi 7 janvier 1805    |
| 18        | Mardi 8 janvier 1805    |
| 19        | Mercredi 9 janvier 1805 |
| 20        | Jeudi 10 janvier 1805   |

| Décade 12 |                          |
| 21        | Vendredi 11 janvier 1805 |
| 22        | Samedi 12 janvier 1805   |
| 23        | Dimanche 13 janvier 1805 |
| 24        | Lundi 14 janvier 1805    |
| 25        | Mardi 15 janvier 1805    |
| 26        | Mercredi 16 janvier 1805 |
| 27        | Jeudi 17 janvier 1805    |
| 28        | Vendredi 18 janvier 1805 |
| 29        | Samedi 19 janvier 1805   |
| 30        | Dimanche 20 janvier 1805 |

| 10 h     |
| 1:06:34  |
|          |
| 02:33:08 |
| 24 h     |

| Calendrier républicain | - I - II - III - IV - V - VI - VII - VIII - IX - X - XI - XII - XIII - XIV - 232 - 233 - 234 - | (Romme) |

|          |
| Primidi  |
| Duodi    |
| Tridi    |
| Quartidi |
| Quintidi |
| Sextidi  |
| Septidi  |
| Octidi   |
| Nonidi   |
| Décadi   |

| Décade 10 |                           |
| 1         | Dimanche 22 décembre 1805 |
| 2         | Lundi 23 décembre 1805    |
| 3         | Mardi 24 décembre 1805    |
| 4         | Mercredi 25 décembre 1805 |
| 5         | Jeudi 26 décembre 1805    |
| 6         | Vendredi 27 décembre 1805 |
| 7         | Samedi 28 décembre 1805   |
| 8         | Dimanche 29 décembre 1805 |
| 9         | Lundi 30 décembre 1805    |
| 10        | Mardi 31 décembre 1805    |

| Décade 11 |                           |
| 11        | Mercredi 1er janvier 1806 |
| 12        | Jeudi 2 janvier 1806      |
| 13        | Vendredi 3 janvier 1806   |
| 14        | Samedi 4 janvier 1806     |
| 15        | Dimanche 5 janvier 1806   |
| 16        | Lundi 6 janvier 1806      |
| 17        | Mardi 7 janvier 1806      |
| 18        | Mercredi 8 janvier 1806   |
| 19        | Jeudi 9 janvier 1806      |
| 20        | Vendredi 10 janvier 1806  |

| Décade 12 |                          |
| 21        | Samedi 11 janvier 1806   |
| 22        | Dimanche 12 janvier 1806 |
| 23        | Lundi 13 janvier 1806    |
| 24        | Mardi 14 janvier 1806    |
| 25        | Mercredi 15 janvier 1806 |
| 26        | Jeudi 16 janvier 1806    |
| 27        | Vendredi 17 janvier 1806 |
| 28        | Samedi 18 janvier 1806   |
| 29        | Dimanche 19 janvier 1806 |
| 30        | Lundi 20 janvier 1806    |

| 10 h     |
| 1:06:34  |
|          |
| 02:33:08 |
| 24 h     |

| Calendrier républicain | - I - II - III - IV - V - VI - VII - VIII - IX - X - XI - XII - XIII - XIV - 232 - 233 - 234 - | (Romme) |

|          |
| Primidi  |
| Duodi    |
| Tridi    |
| Quartidi |
| Quintidi |
| Sextidi  |
| Septidi  |
| Octidi   |
| Nonidi   |
| Décadi   |

| Décade 10 |                           |
| 1         | Dimanche 22 décembre 1805 |
| 2         | Lundi 23 décembre 1805    |
| 3         | Mardi 24 décembre 1805    |
| 4         | Mercredi 25 décembre 1805 |
| 5         | Jeudi 26 décembre 1805    |
| 6         | Vendredi 27 décembre 1805 |
| 7         | Samedi 28 décembre 1805   |
| 8         | Dimanche 29 décembre 1805 |
| 9         | Lundi 30 décembre 1805    |
| 10        | Mardi 31 décembre 1805    |

| Décade 11 |                           |
| 11        | Mercredi 1er janvier 1806 |
| 12        | Jeudi 2 janvier 1806      |
| 13        | Vendredi 3 janvier 1806   |
| 14        | Samedi 4 janvier 1806     |
| 15        | Dimanche 5 janvier 1806   |
| 16        | Lundi 6 janvier 1806      |
| 17        | Mardi 7 janvier 1806      |
| 18        | Mercredi 8 janvier 1806   |
| 19        | Jeudi 9 janvier 1806      |
| 20        | Vendredi 10 janvier 1806  |

| Décade 12 |                          |
| 21        | Samedi 11 janvier 1806   |
| 22        | Dimanche 12 janvier 1806 |
| 23        | Lundi 13 janvier 1806    |
| 24        | Mardi 14 janvier 1806    |
| 25        | Mercredi 15 janvier 1806 |
| 26        | Jeudi 16 janvier 1806    |
| 27        | Vendredi 17 janvier 1806 |
| 28        | Samedi 18 janvier 1806   |
| 29        | Dimanche 19 janvier 1806 |
| 30        | Lundi 20 janvier 1806    |

| 10 h     |
| 1:06:34  |
|          |
| 02:33:08 |
| 24 h     |

| Calendrier républicain | - I - II - III - IV - V - VI - VII - VIII - IX - X - XI - XII - XIII - XIV - 232 - 233 - 234 - | (Romme) |

| an I | an II | an III | an V | an VI | an VII |

| Décembre | 1792-1793 | 1793-1794 | 1794-1795 | 1796-1797 | 1797-1798 | 1798-1799 | Janvier |

| an I | an II | an III | an V | an VI | an VII |

| Décembre | 1792-1793 | 1793-1794 | 1794-1795 | 1796-1797 | 1797-1798 | 1798-1799 | Janvier |

| an IV | an VIII | an IX | an X | an XI | an XIII | an XIV |

| Décembre | 1795-1796 | 1799-1800 | 1800-1801 | 1801-1802 | 1802-1803 | 1804-1805 | 1805-1806 | Janvier |

| an IV | an VIII | an IX | an X | an XI | an XIII | an XIV |

| Décembre | 1795-1796 | 1799-1800 | 1800-1801 | 1801-1802 | 1802-1803 | 1804-1805 | 1805-1806 | Janvier |

| an XII |

| Décembre | 1803-1804 | Janvier |

| an XII |

| Décembre | 1803-1804 | Janvier |